# Meremäe
Meremäe – wieś w Estonii, w prowincji Võru, stolica gminy Meremäe. 

## Galeria

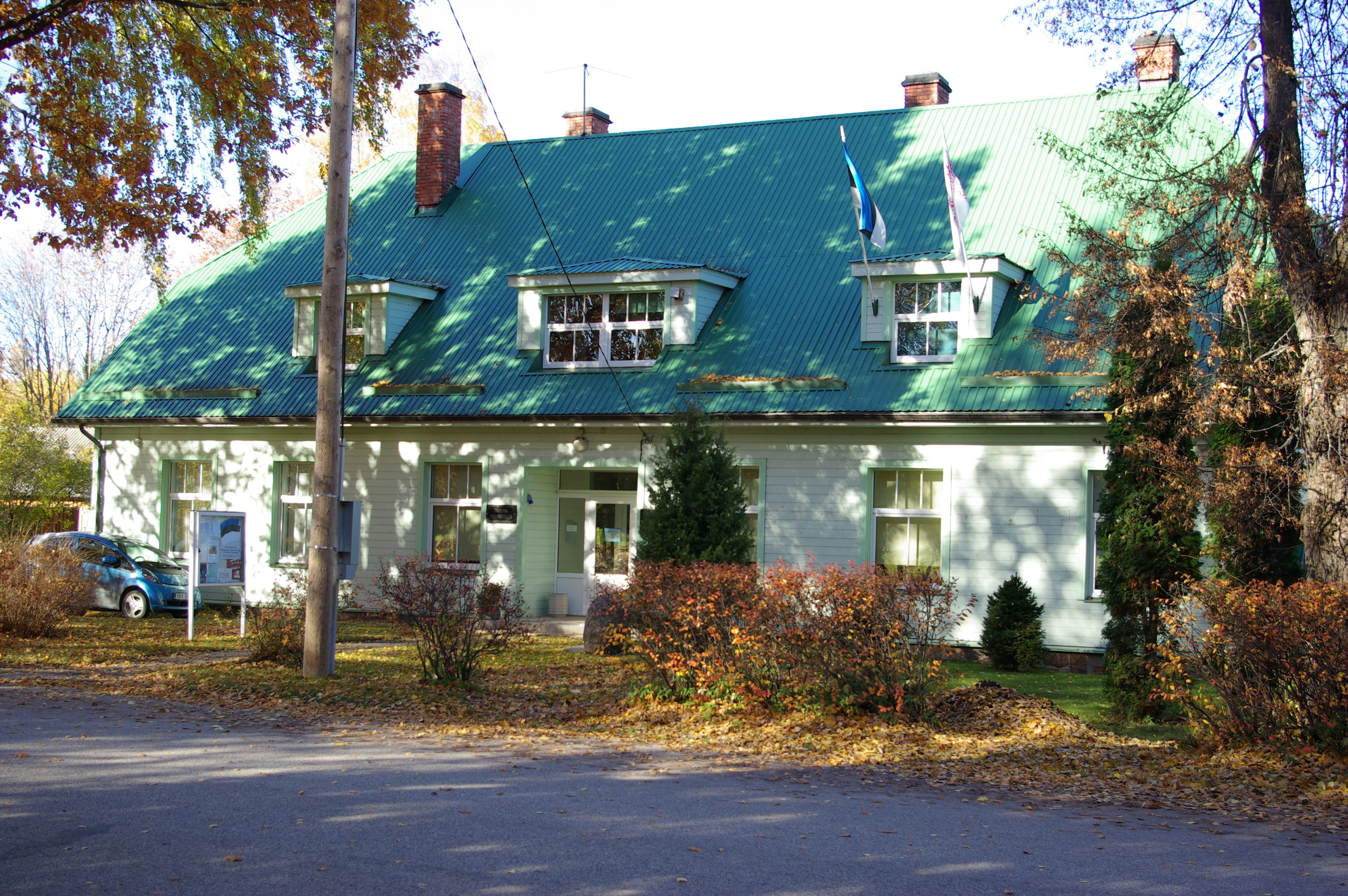
Budynek parafialny w Meremäe.
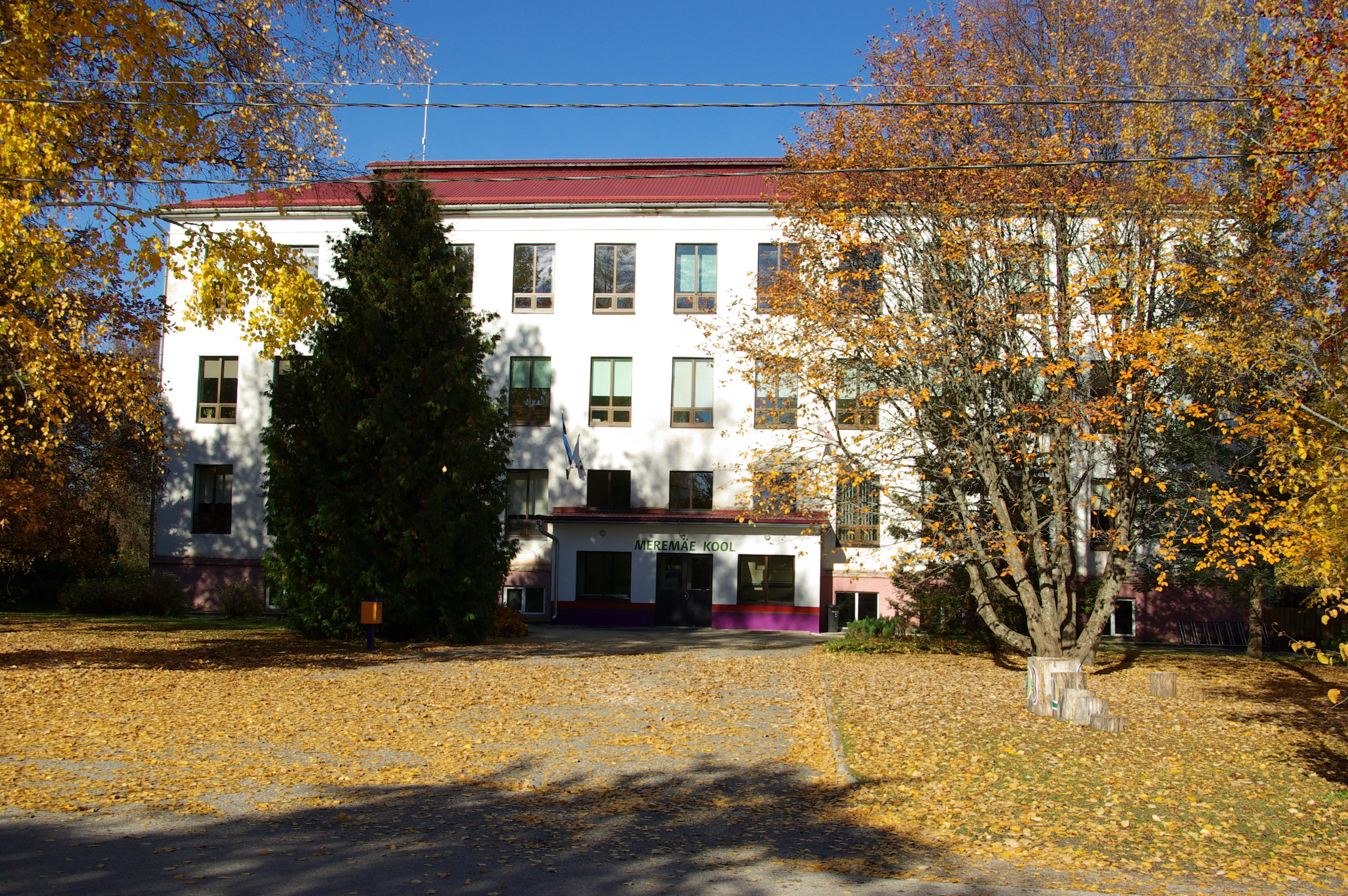
Szkoła w Meremäe.
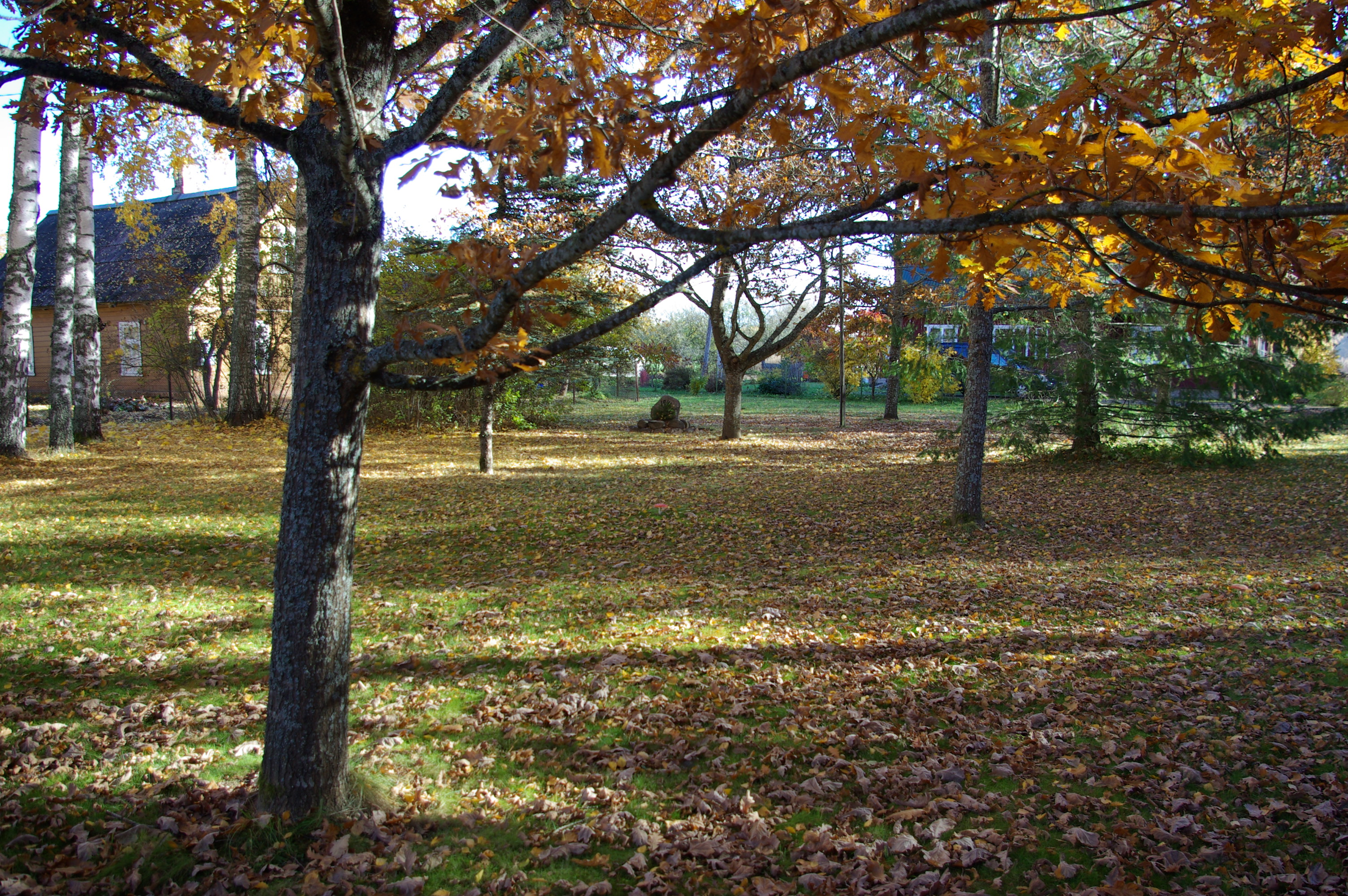
Park Pamięci w Meremäe - poświęcony pamięci deportowanych.
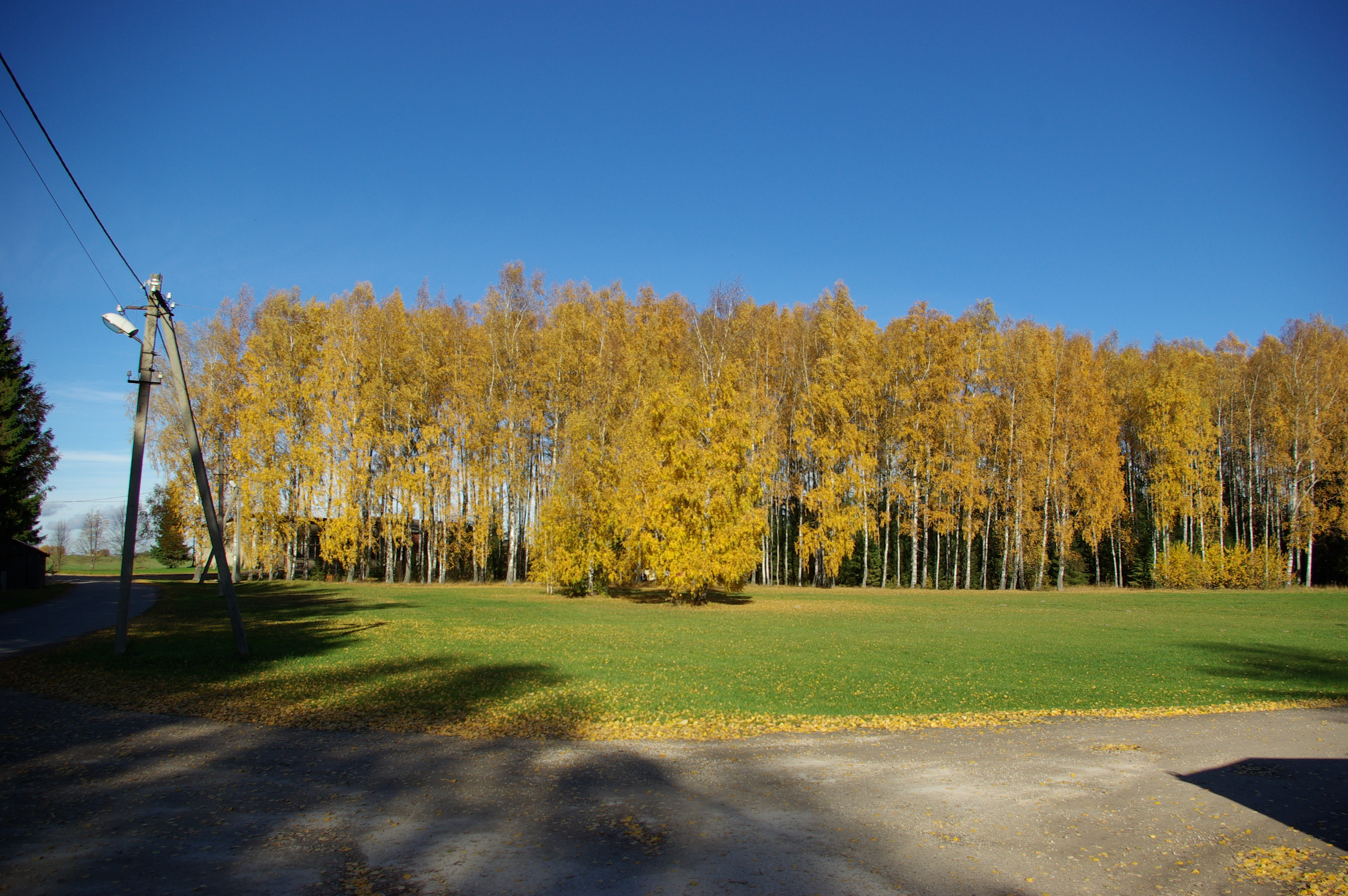
Zagajnik brzozowy w Meremäe.
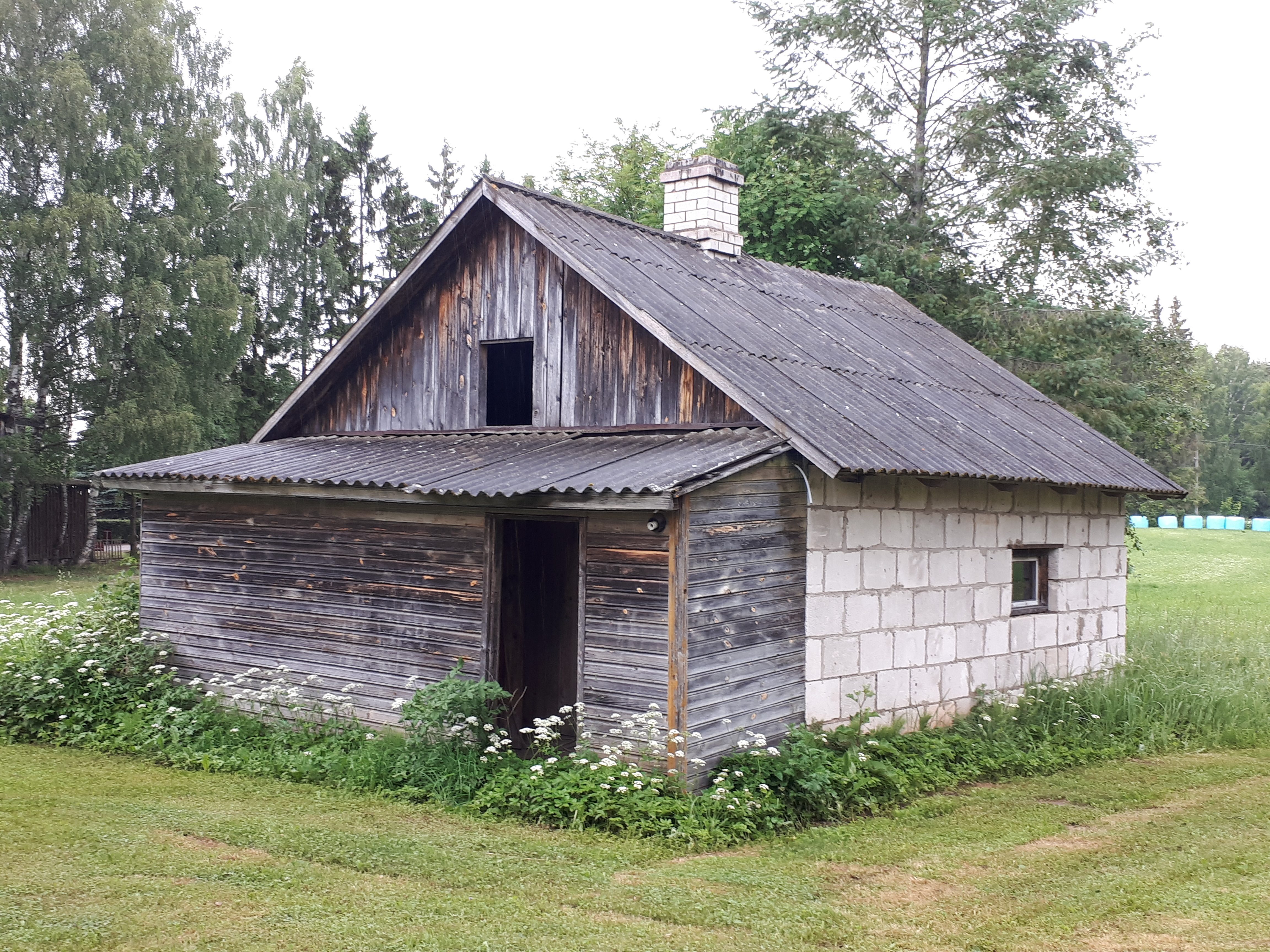
Stara sauna na terenie szkoły.
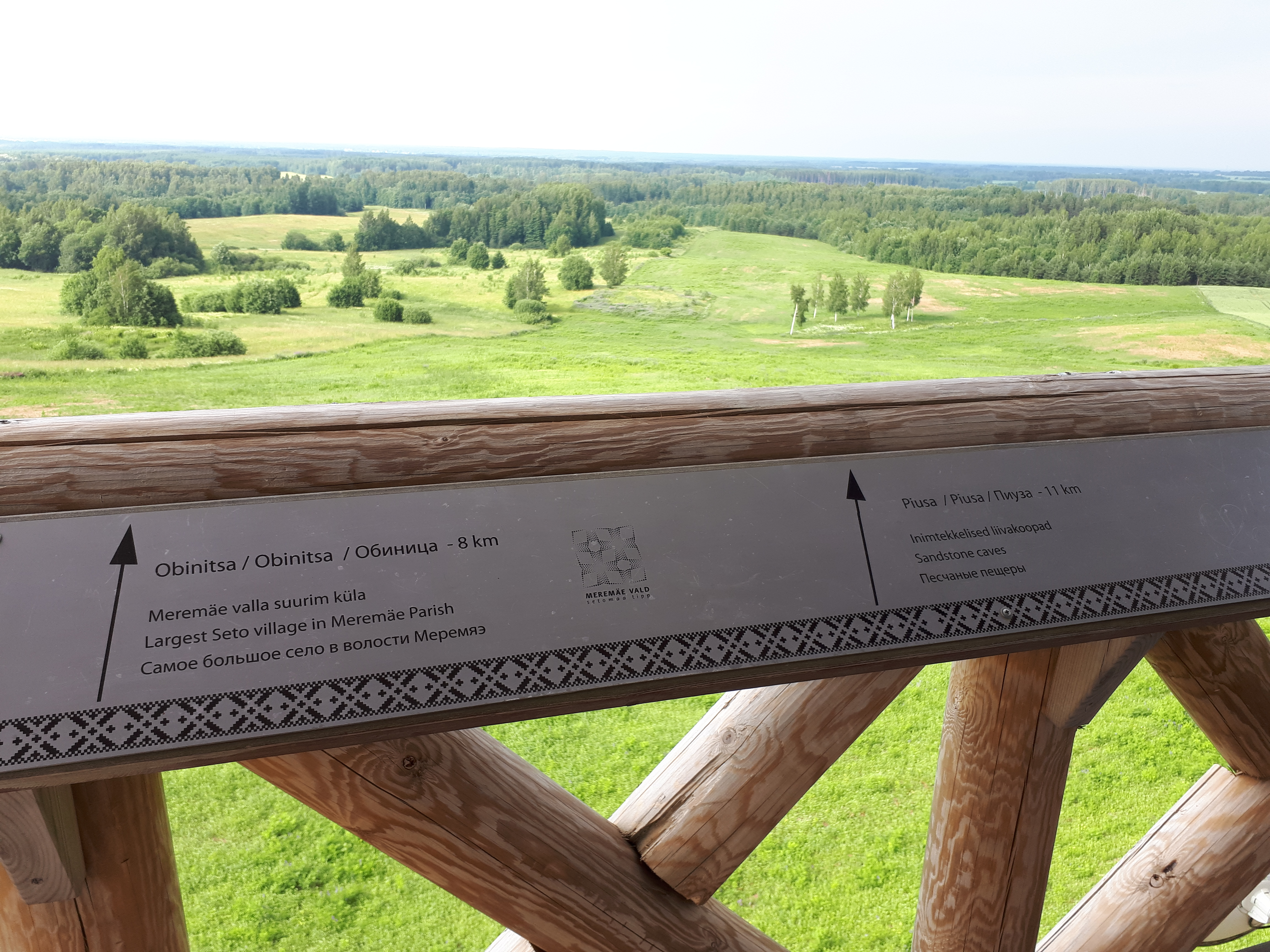
Widok z wieży widokowej na Wzgórzu Meremäe